# Piaラジ・キャロットへようこそ!!
 Piaラジ・キャロットへようこそ!! は、ゲーム『Piaキャロットへようこそ!!G.P.』のプロモーションのためのインターネットラジオ番組。

## コーナー
- おたより広場
- クサカンムリの顔面ぱ〜んち!
- 恐怖! 黒須家の食卓

## ゲスト
- 榊原ゆい（『Pia♥キャロットへようこそ!!G.P.』 紗東陽菜 役）(第 3 〜 4回)
- 永見はるか（『Piaキャロットへようこそ!!3』 高井さやか 役）(第 5回)
- 草柳順子（『Piaキャロットへようこそ!!3』 瀬川朱美 役）(第 6回)
- 風音（『Pia♥キャロットへようこそ!!G.O.』 椚あやの 役）(第 7回)
- 中家志穂（『Pia♥キャロットへようこそ!!G.P.』 汐月さくら 役）(第 9回)
- 水純なな歩（『Pia♥キャロットへようこそ!!G.P.』 諸見里葵 役）(第10回)
- 楠鈴音（『Pia♥キャロットへようこそ!!G.P.』 玉莉ななみ 役）(第11回)